# Shine (Martina McBride)
Shine è il decimo album in studio della cantante country statunitense Martina McBride, pubblicato nel 2009.

## Tracce
1. Wrong Baby Wrong Baby Wrong – 3:39
2. I Just Call You Mine – 4:20
3. Sunny Side Up – 2:59
4. Walk Away – 3:44
5. I'm Trying – 4:00
6. What Do I Have to Do – 3:40
7. Don't Cost a Dime – 3:12
8. Ride – 3:57
9. You're Not Leaving Me – 3:41
10. Wild Rebel Rose – 3:49
11. Lies – 4:02